# ماندي هاينتز
ماندي هاينتز (بالإنجليزية: Mandy Heintz)‏ هي دراجة أمريكية، ولدت في 27 يوليو 1981.

## وصلات خارجية
- ماندي هاينتز على موقع الاتحاد الدولي للدراجات (الإنجليزية)
- ماندي هاينتز على موقع إحصائيات الدراجات الإحترافية (الإنجليزية)
- ماندي هاينتز على موقع نسبة الدراجات (الإنجليزية)